# Старая ратуша (Регенсбург)
Старая ратуша (нем. Altes Rathaus) — один из музеев Регенсбурга, расположен на Ратушной площади.
В XIII веке Регенсбург был объявлен свободным имперским городом, но строительство здания для рейхстага началось лишь в 1355 году по приказу Карла IV. Башня комплекса построена в XIII веке, часть корпусов и ратуша были построены к концу XIV столетия на месте, где был ремесленный квартал, а раньше — дома патрициев во времена Древнего Рима. Окончательно строительство завершилось к 1723 году. С 1663 года рейхстаг, ставший постоянно действующим органом империи, стал проводить заседания в ратуше Регенсбурга. Здесь же было объявлено о распаде Священной Римской империи.
В комплекс неоднократно вносились новые детали, поэтому ратуша сочетает в себе черты ранней и поздней готики, а также элементы барокко.
Музей рейхстага, проводившего здесь заседания в 1663—1806 годах, был основан в 1963 году в залах Старой ратуши. Частью музея является и подвал ратуши, где располагалась тюрьма и камера пыток.